# Мохаммадджавад Ебрахімі
Мохаммадджавад Ебрахімі (перс. محمدجواد ابراهیمی; нар. 1 листопада 1992) — іранський борець вільного стилю, дворазовий чемпіона Азії, чемпіон світу серед студентів, срібний призер Всесвітніх ігор військовослужбовців.

## Життєпис
Боротьбою почав займатися з 2005 року. У 2012 році став чемпіоном Азії та світу серед юніорів.
Виступає за борцівський клуб шахрестану Савадкух в остані Мазендеран. Тренер — Хамед Абаспур (з 2005).

## Спортивні результати на міжнародних змаганнях

### Виступи на Чемпіонатах Азії
| Змагання                       | Збірна | Вагова категорія          | Місце  |
| ------------------------------ | ------ | ------------------------- | ------ |
| Чемпіонат Азії з боротьби 2018 | Іран   | вільна боротьба, до 92 кг | Золото |
| Чемпіонат Азії з боротьби 2020 | Іран   | вільна боротьба, до 92 кг | Золото |

### Виступи на Кубках світу
| Змагання                    | Збірна | Вагова категорія | Місце  |
| --------------------------- | ------ | ---------------- | ------ |
| Кубок світу з боротьби 2019 | Іран   | команда          | Срібло |

### Виступи на Чемпіонатах світу серед студентів
| Змагання                                        | Збірна | Вагова категорія          | Місце  |
| ----------------------------------------------- | ------ | ------------------------- | ------ |
| Чемпіонат світу з боротьби серед студентів 2016 | Іран   | вільна боротьба, до 86 кг | Золото |

### Виступи на Всесвітніх іграх військовослужбовців
| Змагання                                | Збірна | Вагова категорія          | Місце  |
| --------------------------------------- | ------ | ------------------------- | ------ |
| Всесвітні ігри військовослужбовців 2015 | Іран   | вільна боротьба, до 86 кг | Срібло |

### Виступи на інших змаганнях
| Змагання                                | Збірна | Вагова категорія                 | Місце  |
| --------------------------------------- | ------ | -------------------------------- | ------ |
| Кубок Тахті 2014                        | Іран   | вільна боротьба, до 86 кг        | Бронза |
| Турнір Яшара Догу 2014                  | Іран   | вільна боротьба, до 86 кг        | Бронза |
| Клубний чемпіонат світу з боротьби 2015 | Іран   | команда                          | Бронза |
| Гран-прі «Іван Яригін» 2017             | Іран   | вільна боротьба, до 86 кг        | Срібло |
| Турнір Г. Картозія і В. Балавадзе 2017  | Іран   | вільна боротьба, до 86 кг        | 8      |
| Клубний чемпіонат світу з боротьби 2017 | Іран   | команда                          | 8      |
| Турнір Г. Картозія і В. Балавадзе 2018  | Іран   | вільна боротьба, до 92 кг        | Срібло |
| Турнір Ібрагіма Мустафи 2018            | Іран   | вільна боротьба, до 92 кг        | Золото |
| Клубний чемпіонат світу з боротьби 2018 | Іран   | команда                          | Золото |
| Турнір Аланії з боротьби 2019           | Іран   | вільна боротьба, до 92 кг        | Срібло |
| Клубний чемпіонат світу з боротьби 2019 | Іран   | команда                          | Золото |
| Кубок Тахті 2020                        | Іран   | греко-римська боротьба, до 92 кг | Золото |
| Турнір Алі Алієва 2021                  | Іран   | вільна боротьба, до 92 кг        | Золото |

### Виступи на змаганнях молодших вікових груп
| Змагання                                      | Збірна | Вагова категорія          | Місце  |
| --------------------------------------------- | ------ | ------------------------- | ------ |
| Чемпіонат Азії з боротьби серед юніорів 2012  | Іран   | вільна боротьба, до 84 кг | Золото |
| Чемпіонат світу з боротьби серед юніорів 2012 | Іран   | вільна боротьба, до 84 кг | Золото |